# Polska muzyka ludowa
Polska muzyka ludowa wykazuje wiele podobieństw do muzyki ludowej innych krajów słowiańskich: Czech, Słowacji, Ukrainy, Białorusi, Rosji. Wykazuje również wiele analogii do muzyki krajów Europy Zachodniej, zwłaszcza w wątkach pieśni balladowych czy też w składzie zespołów instrumentalnych.
Muzykę ludową tworzyli amatorzy śpiewacy oraz instrumentaliści, grający w zespołach na weselach i innych sytuacjach obrzędowych oraz na zabawach czy podczas wypasu zwierząt (tutaj używano muzyki w funkcji komunikowania się na odległość, np. sygnały na trombitach).
Muzyka ludowa opierała się pierwotnie na skali pentatonicznej i skalach modalnych.

## Gatunki

### Muzyka wokalna
1. pieśni obrzędowe: dawniej wykonywane podczas ważnych wydarzeń w życiu wsi: na weselach, żniwach etc. patrz: Chmiel
2. pieśni obyczajowe: miłosne, zalotne, żołnierskie
3. przyśpiewki: towarzyszące melodiom tanecznym
4. ballady: śpiewane często przez dziadów wędrownych
5. pieśni nabożne: śpiewane przy kapliczkach, na pielgrzymkach i w innych sytuacjach pozaliturgicznych.

### Muzyka instrumentalna
1. formy taneczne: tańce wirowe (oberki, mazurki, polki), tańce figurowe, zabawy taneczne;
2. melodie pasterskie: tańce (np. owczarek);
3. hejnały: np. adwentowe hejnały na ligawce.

## Rodzaje instrumentów
Instrumenty smyczkowe
- skrzypce – występujące jako instrument solowy lub w zespołach
- mazanki wielkopolskie – niedużych rozmiarów, trzystrunowe (a1 e2 h3); towarzyszą głównie dudom,
- złóbcoki (gęśliki podhalańskie) na Podhalu, posiadają 4 struny strojone kwartami lub kwintami,
- basy, basetla – instrument wielkości wiolonczeli lub większy, 2,3,4 struny jelitowe lub stalowe skręcane.
- basy szamotulskie – zaopatrzone w brzękadełka (talerzyki)
- liry korbowe – instrument z jedną struną melodyczną i dwiema burdonowymi, gdzie smyczek zastąpiony jest kółkiem natartym kalafonią, poruszanym korbą

Instrumenty szarpane
Jedynym autentycznie ludowym instrumentem tego typu były diabelskie skrzypce z Kaszub, o jednej strunie i kwadratowym pudle rezonansowym. mandoliny, gitary, cytry są nie ludowego pochodzenia, aczkolwiek są nieraz używane.
Instrumenty dęte
Instrumenty pasterskie: gwizdki, bekace, piszczałki, fujarki robione z liści czy łodyg oraz piszczałki drążone w wierzbie. Trąby pasterskie mają duże rozmiary i różne nazwy: trembity (trombity na Podhalu), bazuny na Pomorzu, ligawy na Kurpiach, Mazowszu i w Lubelskiem. Szałamaje (instrumenty stroikowe).
Instrumenty dudowe
- kozioł biały (weselny) i czarny (ślubny) spotykany na ziemi lubuskiej
- gajdy w Beskidzie Śląskim
- dudy wielkopolskie
- dudy w Beskidzie Żywieckim.
- dudy podhalańskie

Dudy składają się z:
- skórzanego worka,
- zbiornika powietrza,
- piszczałki melodycznej – tzw. przebierki z siedmioma otworami bocznymi,
- piszczałki burdonowej – tzw. bąka, wydającego długo brzmiący dźwięk,
- mieszka (lub drewnianej rurki, czyli duchach) służącego do napełniania worka powietrzem.

Instrumentem ćwiczebnym tego typu są siesieńki jedno- lub dwupęcherzowe bez bąka z duhacem i przebierką.
Instrumenty perkusyjne
- bęben wielki (baraban) ze stalką bądź talerzem
- mały bębenek obręczony z pobrzękadłami
- dżaz – wyrabiany ręcznie mały zestaw perkusyjny (popularny w latach 1950. do 1970.)
- burczybas – beczka bądź bęben z przyczepionym do membrany sznurkiem, wydającym przy potarciu charakterystyczny „ryczący” odgłos
- terkotki, klekotki, kołatki, grzechotki, dzwonki pasterskie

## Kapele
Kapele to zespoły kilku instrumentalistów. Składy kapel są różne. Najczęściej stanowiły je skrzypce i bębenek lub basy. Potem dołączyły się drugie skrzypce oraz trąbka, klarnet, później saksofon, akordeon, cymbały (w południowo-wschodniej Polsce).
W regionach, gdzie występują instrumenty dudowe, kapele tworzą dudy i skrzypce (lub dawniej mazanki).
Składy kapel ulegały zmianom w przebiegu historycznym, zależnym od przemian tradycji i nowych mód na instrumenty przychodzących z miasta
- Mazowsze – kapela ze skrzypcami lub harmonią jako instrumentem wiodącym
  - skrzypce, basy, bębenek
  - harmonia, skrzypce, baraban (lub dżaz), w nowszych składach klarnet lub saksofon
  - skrzypce, skrzypce wtór, bębenek
  - skrzypce, skrzypce sekund, basetla
- Wielkopolska – kapele dudziarskie
  - dudy i skrzypce (mazanki)
  - kozioł biały lub czarny(rodzaje dud), klarnet (trąbka), basy
- Śląsk – kapele dęte
  - klarnet, kornet, trąbka, waltornia z puzonem lub tubą
- Podhale – kapele ze skrzypcami w zdwojonej obsadzie
  - skrzypce, skrzypce sekund, basy 3-strunowe, w starszych składach złóbcoki
- Beskid Śląski, Żywiecki – kapele z dudami
  - gajdy (dudy), skrzypce
  - skrzypce, skrzypce sekund, heligonka (akordeon), basy (kontrabas)
- Kaszuby – kapele z maryną i burczybasem
  - skrzypce, klarnet, maryna lub kontrabas, burczybas
- Rzeszowskie, Tarnowskie – kapele z cymbałami
  - cymbały, skrzypce, basy
  - cymbały, skrzypce, skrzypce sekund, basy
  - klarnet, skrzypce, skrzypce sekund, kontrabas (nowszy skład)
- Lubelskie, Zamojskie – kapele ze skrzypcami
  - skrzypce, skrzypce sekund, bębenek
  - skrzypce, skrzypce sekund, flet poprzeczny, klarnet, kontrabas

## Historia – instrumenty i kapele

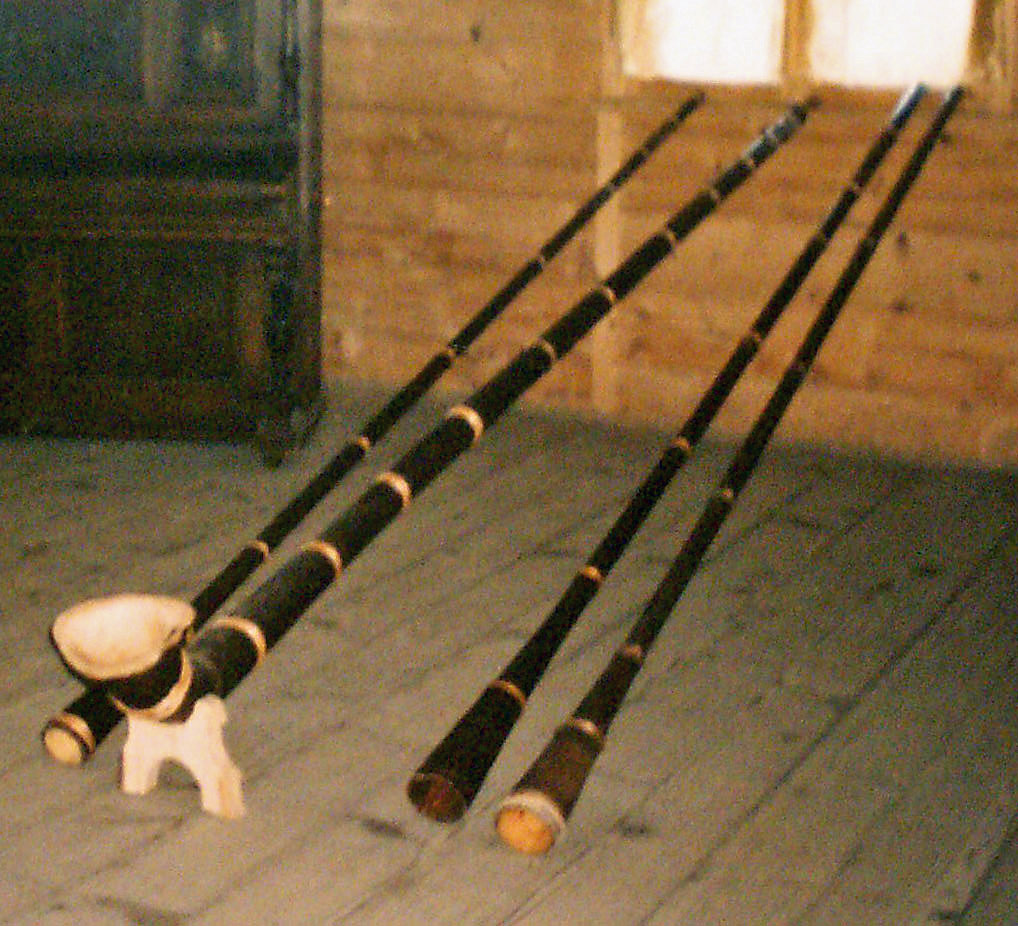
Trombity

W średniowieczu w Polsce używano prawdopodobnie w muzyce ludowej głównie różnego rodzaju bębenków i fletów i fletni. Równolegle z rozwojem w XVII i XVIII w. instrumentarium profesjonalnego do muzyki ludowej zaczęły przenikać instrumenty takie jak liry, skrzypce, dudy, basy. Od tego czasu kapela zaczęła liczyć najczęściej od dwóch do pięciu instrumentów. Główną melodię grały w niej np.: skrzypce i dudy (Wielkopolska), skrzypce i harmonia trzyrzędowa (XX w.), akordeon (Mazowsze, Radomskie), skrzypce z instrumentami dętymi oraz akordeon (Małopolska, Śląsk) (XX w.) lub same skrzypce z towarzyszeniem takich instrumentów rytmicznych jak basetla lub bęben lub drugich skrzypiec w roli rytmiczno-harmonicznej (tzw. wtór) (XVIII i XIX w.) – Mazowsze, Sieradzkie, Łęczyckie, Kaliskie, Kujawy, Małopolska Północna, Lubelskie, Podlasie, Suwalskie, Podhale, Orawa. Dodatkowo w skład kapel ludowych na Rzeszowszczyźnie oraz na Wileńszczyźnie wchodziły cymbały.
Muzykiem w kapeli zostawał ten, kto sam nauczył się grać, terminując u mistrza, starszego zazwyczaj muzyka z rodziny czy sąsiedztwa. Muzykanci nie znali nut, grali na „ucho”. Repertuar opanowywali pamięciowo.

## Cechy stref muzyki ludowej w Polsce[2]
- Strefa środkowa – Kujawy, Wielkopolska, Mazowsze Południowe, Kieleckie, Łódzkie, Śląsk
  - wyraźna dominacja metrum trójdzielnego i rytmiki mazurkowej
  - obecność tempa rubato
  - szeroki ambitus melodii
  - urozmaicona, pełna dynamizmu melodyka
  - dwutaktowa budowa fraz
  - szybkie i bardzo szybkie tempo
  - taneczna funkcja folkloru

- Strefa północno-zachodnia – Kaszuby, Kociewie, Pałuki
  - dominacja temp wolnych i metr dwudzielnych
  - duży udział rytmiki walcerkowej (jamby i trocheje)
  - dominacja śpiewu zespołowego (dwu- lub więcej głosowego)
  - skromna rola przyśpiewki tanecznej
  - szeroki ambitus melodii (na Kaszubach do duodecymy)
  - średnie i niskie pozycje głosu w śpiewie
  - przewaga tonalności dur-moll
  - obszerny repertuar pieśni balladowych

- Strefa północno-wschodnia – Mazowsze Północne, Kurpie, Mazury i część Podlasia
  - występowanie addycyjnych metr
  - melodyka oparta na skalach pentachordalnych i pentatonicznych
  - apokopa
  - szeptany przedtakt
  - interiekcja
  - wąski ambitus melodii
  - śpiew bogaty w melizmatykę
  - rozciągłe i powolne, nie posługujące się manierą tempo rubato
  - tempo giusto w muzyce tanecznej

- Strefa wschodnia
  - tonalność na skalach chordalnych wąskiego zakresu
  - zespół archaicznych melodii obrzędowych – żniwne, weselne, sobótkowe (cecha wyróżniająca region)
  - melodie weselne powolne, pełne figur melizmatycznych
  - zwrotka złożona z trzech wersów słowno-muzycznych
  - wykorzystanie techniki parlando w śpiewie (śpiew zbliżony do mowy)

- Strefa południowa – Beskid Śląski i Żywiecki, Pieniny, Podhale, Orawa
  - supremacja metrum parzystego
  - naturalny wielogłos
  - duża rola śpiewu męskiego
  - dominacja dwumiaru
  - forma pięciotaktowa
  - rytmy synkopowane
  - wolne tempo
  - śpiew na otwartej przestrzeni

## Współczesny byt muzyki ludowej w Polsce
W połowie XX wieku muzyka ludowa powoli zaczęła zatracać swą pierwotną funkcję obrzędową. Zaczęli wymierać jej ostatni dawni wykonawcy, a dziś żyją już tylko nieliczni.
W celu zachowania tradycyjnej muzyki ludowej organizuje się akcje zbierania muzyki ludowej (zapoczątkował je Oskar Kolberg), wydaje się śpiewniki, opracowania itp. Dzięki tym działaniom naukowym i dokumentacyjnym zintensyfikowanym od poł. XX wieku (dzięki m.in. prof. Jadwidze i Marianowi Sobieskim, Franciszkowi Kotuli, Piotrowi Dahligowi) wielu twórców i wykonawców muzyki ludowej, wcześniej anonimowych, znamy z imienia i nazwiska.
Muzyka ludowa nie zaginęła, lecz rozpoczęła żywot na różnego rodzaju festiwalach, przeglądach kapel, oficjalnych imprezach dożynkowych. Odbiło się to na jej autentyczności, zniknęło wiele manier wykonawczych, uprościło się zdobnictwo. Zacierają się różnice pomiędzy muzyką z poszczególnych regionów Polski.
Rozwija się dziś jednak nurt zainteresowania młodych ludzi, zwłaszcza ze środowisk miejskich muzyką ludową swojego regionu. Przybiera on formy muzyki folkowej lub muzyki in crudo, a czasem łączy się nawet z muzyką rockową i popularną (np. Tulia).

## Festiwale kultury ludowej w Polsce
- Międzynarodowy Festiwal Dziecięcych Zespołów Regionalnych Święto Dzieci Gór w Nowym Sączu
- Poleskie Lato z Folklorem we Włodawie
- Międzynarodowy Festiwal Folklorystyczny w Strzegomiu
- Międzynarodowy Festiwal Folkloru Ziem Górskich w Zakopanem
- Międzynarodowy Dziecięcy Festiwal Folkloru w Zielonej Górze
- Międzynarodowy Festiwal Folkloru Karpat w Trzcinicy
- Międzynarodowy Festiwal Folkloru w Zielonej Górze
- Festiwal Kapel i Śpiewaków Ludowych w Kazimierzu Dolnym
- Festiwal Folkloru Górali Polskich w Żywcu
- Festiwal Współczesnej Kultury Ludowej w Kamieniu Pomorskim
- Festiwal Folkloru „Lato nad Świną” w Świnoujściu
- Międzynarodowy Festiwal Folkloru „Dni Kultury Kaszubskiej” w Brusach
- Festiwal Folklorystyczny „Krajobrazy Sceny Ludowej” w Czarnem
- Ogólnopolski Festiwal Folklorystycznej Twórczości Dziecięcej – „Dziecko w Folklorze” w Baranowie Sandomierskim[3]